# 天文現象の年表
天文現象の年表（てんもんげんしょうのねんぴょう）では、これまでに起きた主な天文現象の記録を記述する。
発生年日時は、特に記述がない限り現地時間で示している。
- 130～140億年前、宇宙の誕生
- 120～130億年前、銀河系の誕生
- 約47億年前、太陽系の誕生

## 流星
主な流星、流星雨、火球の記録など。
- 1998年11月18日 - しし座流星群がピークに。

## 隕石
主な隕石落下の記録。
- 1895年3月4日 - 愛媛県に隕石が落下。

## 日食・月食
主な日食・月食の記録。

## 彗星
彗星に関する記録など。ハレー彗星の出現記録も参照。
- 1910年5月19日 - ハレー彗星が地球に最接近。日本では噂によりパニックが起こる。
- 1986年4月11日 - ハレー彗星接近。
- 1994年7月16日～22日 - シューメーカー・レヴィ第9彗星が木星に衝突。

## 太陽による現象
過去の黒点、フレア、太陽風などの太陽活動やオーロラのうち、大きなものや著名なもの
- 1645年から1715年 - マウンダー極小期
- 1790年から1820年 - ダルトン極小期

## 天体の位置関係
惑星の地球への大接近、惑星直列など。